# Grand Canary
 Gran Canary és una pel·lícula estatunidenca dirigida per Irving Cummings i estrenada el 1934, a partir de  Grand Canary, la novel·la d'A. J. Cronin.

## Repartiment
- Warner Baxter: Dr. Harvey Leith
- Madge Evans: Lady Mary Fielding
- Marjorie Rambeau: Daisy Hemingway
- Zita Johann: Suzan Tranter
- Roger Imhof: Jimmy Corcoran
- H.B. Warner: Dr. Ismay
- Barry Norton: Robert Tranter
- Juliette Compton: Elissa Baynham
- Gilbert Emery: Capità Renton
- John Rogers: Trout
- Gerald Rogers: el cambrer
- Desmond Roberts: el comissari
- Carrie Daumery: la Marquesa
- Rodolfo Hoyos: la cantant
- Sam Appel: el cambrer
- Douglas Gordon: el carter
- Keith Hitchcock: Michael Fielding
- George Regas: El Dazo
- Rosa Rey: Manuella